# ICAM-1
ICAM-1 (англ. Inter-Cellular Adhesion Molecule 1, также CD54, англ. Cluster of Differentiation 54, «кластер дифференцировки 54») — молекула клеточной адгезии, присутствующая в низкой концентрации на мембранах лейкоцитов и эндотелиальных клеток. При стимуляции цитокинами, среди которых IL-1 и TNF-α, экспрессия ICAM-1 на цитоплазматической мембране резко увеличивается. ICAM-1 является лигандом интегринового рецептора LFA-1, обнаруживаемого на лейкоцитах, которые при активации связываются с эндотелием посредством комплекса ICAM-1/LFA-1 и проникают в ткань.